# Эвина
Эвина — деревня в Польше, расположенная в Лодзинском воеводстве, Радомщанском повете, гмине Житно.
В 1975—1998 годах деревня была в Ченстоховском воеводстве.

## История
Деревня Эвина известна, главным образом, в связи с событиями времён Второй мировой войны. В 1944 году в окрестных лесах произошла победоносная битва партизан Армии Людовой с немецкими войсками. 12 сентября 1944 года там развернулось сражение партизан 3-й бригады АЛ им. Юзефа Бема (командиром был майор Б. Борута «Ханич») с немцами, проводивших антипартизанский рейд на Кельщине. По итогам сражения, потери партизан оцениваются в 12 (по другим данным 18) человек, потери немцев в несколько раз больше (около 100).
После сражения немцы в отместку убили 3 жителей Эвины, сожгли усадьбу и сторожку.
На месте боёв установлен памятник. В Польше ежегодно проводятся памятные мероприятия в годовщину сражения.